# Geometry of Love
Geometry of Love är ett musikalbum av Jean Michel Jarre som släpptes 2003.

## Låtlista
1. Pleasure Principle
2. Geometry of Love (Part 1)
3. Soul Intrusion
4. Electric Flesh
5. Skin Paradox
6. Velvet Road
7. Near Djaina
8. Geometry of Love (Part 2)